# Tagetes micrantha
El anís de campo o anisillo (Tagetes micrantha) es una planta silvestre de la familia de las asteráceas.

## Descripción
Es una planta herbácea anual que puede alcanzar hasta los 50 cm de altura que se caracteriza por ser altamente aromática con un olor muy similar al anís. sus involucros varían desde los 8 a los 12 mm. Sus tallos son erectos y ramificados con hojas generalmente opuestas cuya longitud varía entre los 10 y los 35 mm; las hojas pinnadas pueden tener hasta 9 folíolos linéales, mientras las superiores hasta 5. Las cabezuelas terminan en pedicelos varían entre los 10 y 50 mm. Cuenta con 5 brácteas connatas de color verde a púrpura, con flores liguladas cuya cantidad varía entre 0 y 3 cuyo limbo blanco obovado varía entre 1 y 2.5 mm. Tiene entre 4 y 10 flores de disco, tubulares amarillas, que miden entre 2.5 y 3.5 mm y aquenios lineales de 4 a 5 mm de longitud.
Tagetes micrantha tiene bastante similitud con el anís serrano, el cual se distribuye en el sur de México y se caracteriza por tener sus pedúnculos mucho más cortos que T. micrantha.

## Distribución y hábitat
Se distribuye en zonas templadas y semiáridas entre los 1500 y los 3000 m s.n.m. en los estados de Arizona, Nuevo México, Texas, Baja California, Baja California Sur, Sonora, Chihuahua, Coahuila, Durango, Zacatecas, Aguascalientes, San Luís Potosí, Guanajuato, Querétaro, Hidalgo, Nayarit, Jalisco, Michoacán, México, Morelos, Ciudad de México, Puebla, Tlaxcala, Veracruz, Guerrero, Oaxaca y Tamaulipas.

## Importancia económica y cultural
Se utiliza para la preparación de algunos tipos de panes y en el atole de grano (aunque algunas recetas sugieren que puede ser sustituido por nurite) en Michoacán y Guerrero en donde el anisillo se conoce también por los nombres de matasarani y putsuti por el pueblo purépecha. También es utilizada como planta medicinal en el tratamiento de dolores estomacales.